# Francesco Valeriano Dellala
Francesco Valeriano Dellala Di Beinasco (Torino, 31 agosto 1731 – Vercelli, 2 agosto 1805) è stato un architetto italiano.

## Biografia
Di nobili origini, era figlio di Emanuele Filiberto Dellala di Beinasco e di Maddalena Cavalleri, "figlia di camera della Regina" e parente del conte Carlo Emanuele Cavalleri di Groscavallo. Non si hanno notizie precise sulla sua giovinezza e sugli studi compiuti.
Nel 1765, su raccomandazione di re Carlo Emanuele III si recò a Roma per perfezionarsi in architettura. Nel 1772 fu nominato regio architetto civile. Fu progettista e artefice della formazione urbanistica della Torino di fine Settecento. Nel 1773 progettò l'apparato funebre per le esequie di Carlo Emanuele III, celebrate nel Duomo di Torino il 1º aprile.  
Fu membro del Consiglio degli edili, organismo nato nel 1773 per volontà del re Vittorio Amedeo III con lo scopo di supervisione delle nuove costruzioni, le sopraelevazioni e degli allineamenti in Torino affinché fossero eseguiti secondo i canoni di una buona architettura. 
Francesco Valeriano Dellala morì il 2 agosto 1805 a Vercelli e venne seppellito a Casanova Elvo, in provincia di Vercelli.
La città di Torino gli ha dedicato una breve via in Centro.

## Opere
(elenco non esaustivo)
- Progetto (1774) della ristrutturazione dei Mulini dei Molassi in Borgo Dora a Torino[1][2]
- Ristrutturazione del palazzo del principe Dal Pozzo della Cisterna, con interventi di sistemazione e nuove decorazioni (1772-74) e di ristrutturazione e rifacimento alla facciata (1782-83)

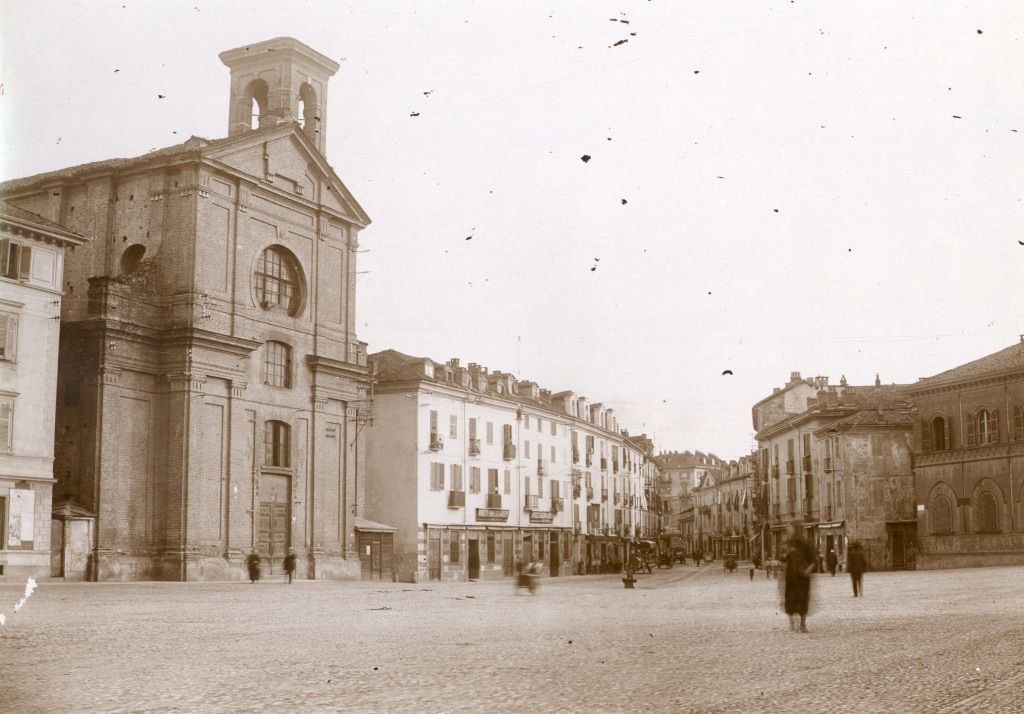
Veduta storica (1927) della Piazza Borgo Dora, dove sorgeva la chiesa dei Ss. Simone e Giuda

- Progetto (1777)  del cimitero di San Pietro in Vincoli a Torino in Borgo Dora e del cimitero di San Lazzaro (o cimitero della Rocca) ora non più esistente[3]

- Progetto (1780) della Chiesa dei Ss. Simone e Giuda in Borgo Dora a Torino[4][5]
- Ristrutturazione della chiesa della Beata Vergine delle Grazie di Villafranca Piemonte
- Mausoleo della Chiesa dello Spirito Santo a Torino

### Attribuite
- Scalinata ed il colonnato della parrocchiale di Montemagno (1776)
- Palazzo Barbavara a Novara
- Villa del Carpeneto a La Loggia